# ایزابل کوئتو
 ایزابل کوئتو (آلمانی: Isabel Cueto؛ زادهٔ ۳ دسامبر ۱۹۶۸) یک تنیس‌باز اهل آلمان است.